# Urbain Grandier
Urbain Grandier (nascut el 1590 a Bouère, Mayenne – mort el 18 d'agost de 1634 a Loudun) va ser un sacerdot catòlic francès que va ser cremat a la foguera després de ser condemnat per bruixeria, d'acord amb els esdeveniments anomenats "les possessions de Loudun".
Les circumstàncies del judici i execució del Pare Grandier han atret l'atenció de diversos escriptors, com Alexandre Dumas (pare), Aldous Huxley i el dramaturg John Maire; compositors com Krzysztof Penderecki i Peter Maxwell Davies, així com l'historiador Jules Michelet i diversos estudiosos de la bruixeria europea. Els comentaristes més moderns han conclòs que Grandier va ser la víctima d'una persecució políticament motivada dirigida pel poderós Cardenal Richelieu.
Grandier va servir com a sacerdot a l'església de Sainte Croix a Loudun, per a la Diòcesi de Poitiers. Ignorava el seu jurament de celibat, se sap que va tenir relacions sexuals amb un cert nombre de dones i va adquirir reputació de Don Joan. També va escriure un llibre on atacava la disciplina de celibat clerical. El 1632, un grup de monges del convent local de les Ursulines el va acusar d'haver-les embruixat, varen dir que els havia enviat el dimoni Asmodeu, entre d'altres, per cometre el mal i actes impurs amb elles. Comentaristes moderns del cas, com l'autor Aldous Huxley, ha argumentat que les acusacions van començar després que Grandier rebutgés esdevenir el director espiritual del convent, inconscient que la Mare Superiora, la germana Jeanne dels Àngels, s'havia obsessionat amb ell, després d'haver-lo vist de lluny i haver sentit de les seves proeses sexuals. Segons Huxley, la germana Jeanne, enfurismada pel seu rebuig, va convidar Canon Mignon, un enemic de Grandier, a esdevenir el director. Jeanne llavors va acusar Grandier d'utilitzar màgia negra per seduir-la. Les altres monges gradualment van començar per fer acusacions similars. Grandier va ser arrestat, interrogat i acusat per un tribunal eclesiàstic, el qual el va absoldre.
Tanmateix, Grandier s'havia enemistat amb el poderós Cardinal Richelieu, el primer ministre de França, després d'un atac verbal públic contra ell. Grandier també havia escrit i publicat crítiques mordaces de Richelieu. Richelieu va ordenar un judici nou, conduït pel seu enviat especial Jean de Laubardemont, un parent de la Mare Superiora del convent de Loudun. Grandier va ser arrestat de nou a Angers i li van negar la possibilitat d'apel·lar al Parlament de Paris. Interrogat una segona vegada, les monges (incloent-hi la Mare Superiora) no van renovar les seves acusacions, però això no va afectar el resultat predeterminat del judici. Després de torturar el Pare Grandier, els jutges (els clergues Lactance, Laubardemont, Surin i Tranquille) van introduir documents suposadament signats per Grandier i diversos dimonis com a prova que havia fet un pacte diabòlic. Es desconeix si Grandier va escriure o va signar els pactes sota coacció, o bé si eren proves enterament creades per al judici.
Grandier va ser trobat culpable i sentenciat a mort. Els jutges que van condemnar Grandier van ordenar fos posat a la "qüestió extraordinària", una forma de tortura que normalment, però no immediatament, era fatal, i era per això només s'administrava a aquelles víctimes s'havien d'executar immediatament després. A més, Grandier va ser sotmès a una forma de la "bota espanyola", de ferro, plena de punxes, roent i que s'aplicava al panxell i el turmell de Grandier per trencar-li els ossos. Malgrat la tortura, Grandier mai va confessar la bruixeria. Va ser cremat viu a la l'estaca.